# Capitán Newman
Capitán Newman (en inglés, Captain Newman, M.D.) es una película estadounidense de 1963 dirigida por David Miller y protagonizada por Gregory Peck, Tony Curtis, Angie Dickinson, Robert Duvall, Eddie Albert y Bobby Darin. La productora de Peck (Brentwood Production) también coprodujo el film.
El film está basado en la novela de 1961 de Leo Rosten, que a su vez, está inspirado en las experiencias de la Segunda Guerra Mundial de un amigo cercano de Rosten Ralph Greenson, M.D., mientras Greenson era un capitán en el Cuerpo Médico del Ejército apoyando a las Fuerzas Aéreas del Ejército de los EE.UU. y destinado en  Yuma Army Airfield en Yuma, Arizona. Greenson es conocido por su trabajo sobre la "empatía" y fue uno de los primeros en su campo en asociar seriamente trastorno de estrés postraumático (años antes de que se desarrollara esa terminología) con experiencias en tiempos de guerra. Fue director del Instituto Psicoanalítico de Los Ángeles y fue un practicante Freudiano. Greenson es conocido por sus pacientes, entre los que se incluían Marilyn Monroe, Frank Sinatra, Tony Curtis y Vivien Leigh. La filmación principal tuvo lugar en el complejo Fort Huachuca del Ejército de los Estados Unidos en el sur de Arizona, con el Aeródromo del Ejército Libby para retratar el ficticio Campo Aéreo del Ejército de Colfax.
La historia fue usada en 1972 para un piloto de televisión del mismo título producido por Danny Thomas Productions y protagonizado por Jim Hutton y Joan Van Ark.

## Argumento
Durante la Segunda Guerra Mundial, en 1944, el capitán Josiah Newman dirige el centro de neuro-psiquiatría de la base de Colfax. Es el encargado de analizar los pacientes para saber si no simulan estar enfermos. En su misión, es ayudado por un nuevo profesional, Jake Leibowitz, que perturba el orden que el capitán intenta retenerlo. Junto a una recluta encantadora, la enfermera Francie Corum, intenta curar los trastornos psicológicos de los pacientes, condenados a volver a una muerte segura si salen del hospital.

## Reparto
- Gregory Peck: Capitán Josiah J. Newman
- Tony Curtis: Caporal Jackson "Jake" Leibowitz
- Angie Dickinson: Teniente Francie Corum
- Eddie Albert: Coronel Norval Algate Bliss
- Bobby Darin: Caporal Jim Tompkins
- James Gregory: Coronel Edgar Pyser
- Robert Duvall: Capitán Paul Cabot Winston
- Jane Withers: Teniente Grace Blodgett
- Paul Carr: Arthur Werbel
- Larry Storch: Caporal Gavoni
- Carl Bolder: Un paciente
- Bethel Leslie: Helene Winston
- Vito Scotti: Mayor Alfredo Fortuno
- Ann Doran: Sra.  Pyser

## Producción
El film fue grabado en París, Londres y la isla griega de Hidra. El film fue un éxito en Europa pero un fracaso en Estados Unidos. Aunque Mercouri y Perkins se hicieron muy amigos durante el rodaje, revistas como Esquire, atacaron la cinta por la vulnerabilidad de Perkins. Fedra fue la primera de las numerosas películas donde Perkins compartió cartel con estrellas femeninas mayores que él. 

## Premios y distinciones
Premios Óscar
| Año  | Categoría              | Persona                                        | Resultado |
| ---- | ---------------------- | ---------------------------------------------- | --------- |
| 1964 | Mejor actor de reparto | Bobby Darin                                    | Nominado  |
| 1964 | Mejor guion adaptado   | Richard L. Breen, Phoebe Ephron y Henry Ephron | Nominados |
| 1964 | Mejor sonido           | Waldon O. Watson                               | Nominado  |

Globos de Oro
Premios Óscar
| Año  | Categoría                                  | Persona      | Resultado |
| ---- | ------------------------------------------ | ------------ | --------- |
| 1963 | Globo de Oro a la mejor película dramática | David Miller | Nominado  |
| 1963 | Globo de Oro al mejor actor - Drama        | Gregory Peck | Nominado  |
| 1963 | Globo de Oro al mejor actor de reparto     | Bobby Darin  | Nominado  |